# Pepper Pike
Pepper Pike est une localité de la banlieue de Cleveland en Ohio.
Sa population était estimée à 6 330 habitants en 2019.
Pepper Pike a été nommée "Tree City USA" à de nombreuses reprises par la National Arbor Day Foundation.